# 松山慈惠堂
松山慈惠堂（臺羅：Siông-san Tsû-huī-tn̂g）位於台灣台北市福德街，四獸山虎山之松山奉天宮附近，為主祀王母娘娘又稱瑤池金母之道教廟宇。該廟宇興建於1970年，為位於台北信義區的大型傳統建築廟宇。

## 沿革

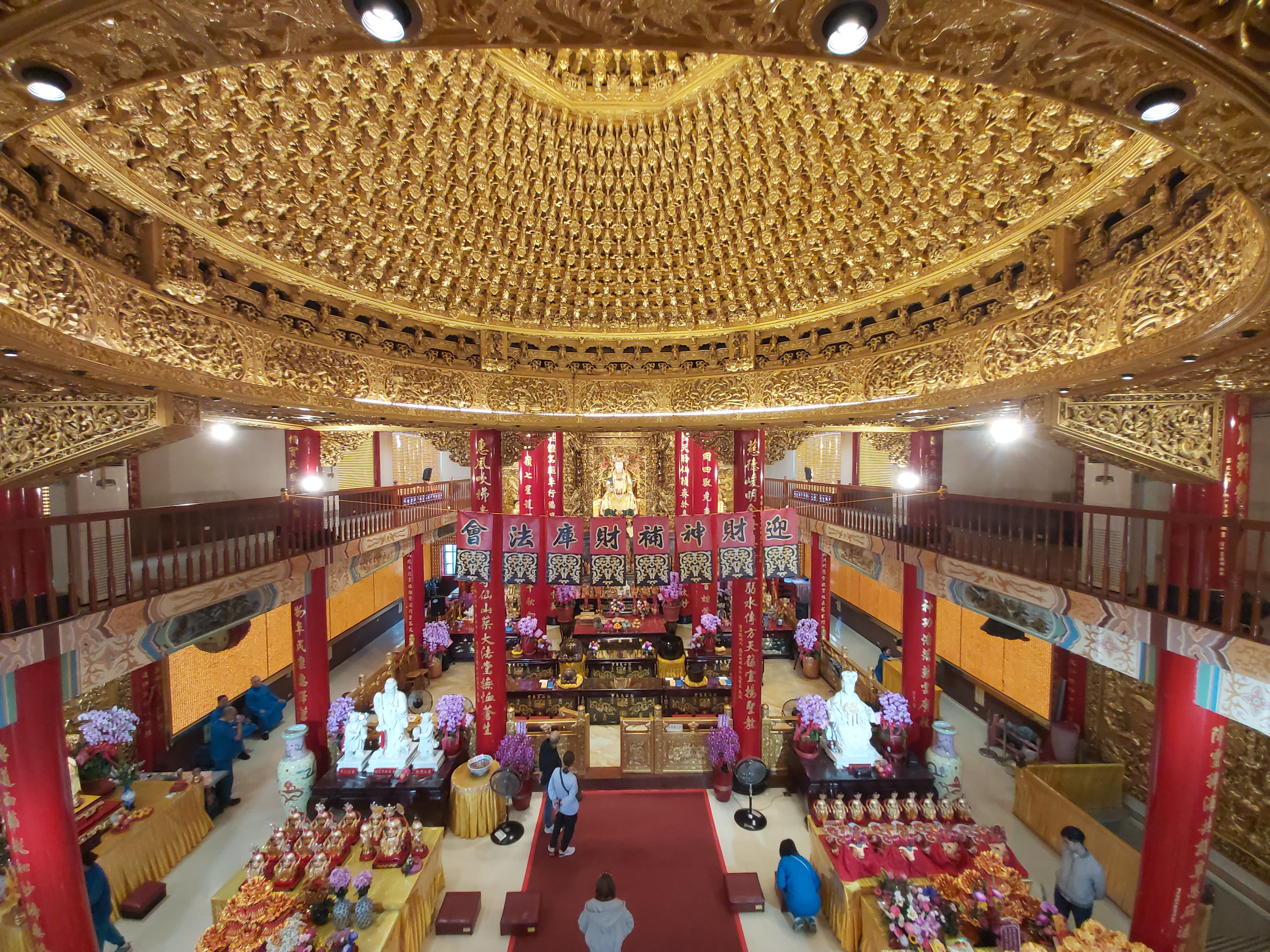
松山慈惠堂大殿俯視圖

台北松山慈惠堂開山堂主郭葉子承瑤池金母天命，於民國58年（1969年）開堂於基隆路自宅，隔年遷址於興安街82巷3號。由於堂主虔誠傳道濟世，堂下弟子與日俱增，乃於民國70年（1981年）分靈自花蓮慈惠堂香火於台北市正式興土立廟於福德街251巷現址。該廟宇的組織型態為管理人制，於每年5月上旬舉辦「臺北母娘文化季—保民遶境嘉年華活動」。

## 奉祀神祇
慈惠堂主祀瑤池金母，俗稱西王母、王母娘娘，信徒尊稱為「母娘」 。西王母兩側配祀玉皇大帝與地母元君。堂內另有財神殿、文昌殿、地藏殿、福德殿等從祀殿宇。

### 從祀神祇
大殿另有供奉四大天王神像。財神殿奉祀天官堯帝、武財神趙公明、文財神比干、石崇、沈萬三等神祇。文昌殿奉祀文昌帝君、至聖先師孔子以及魁星。地藏殿主祀地藏王菩薩，福德殿祀奉福德正神。

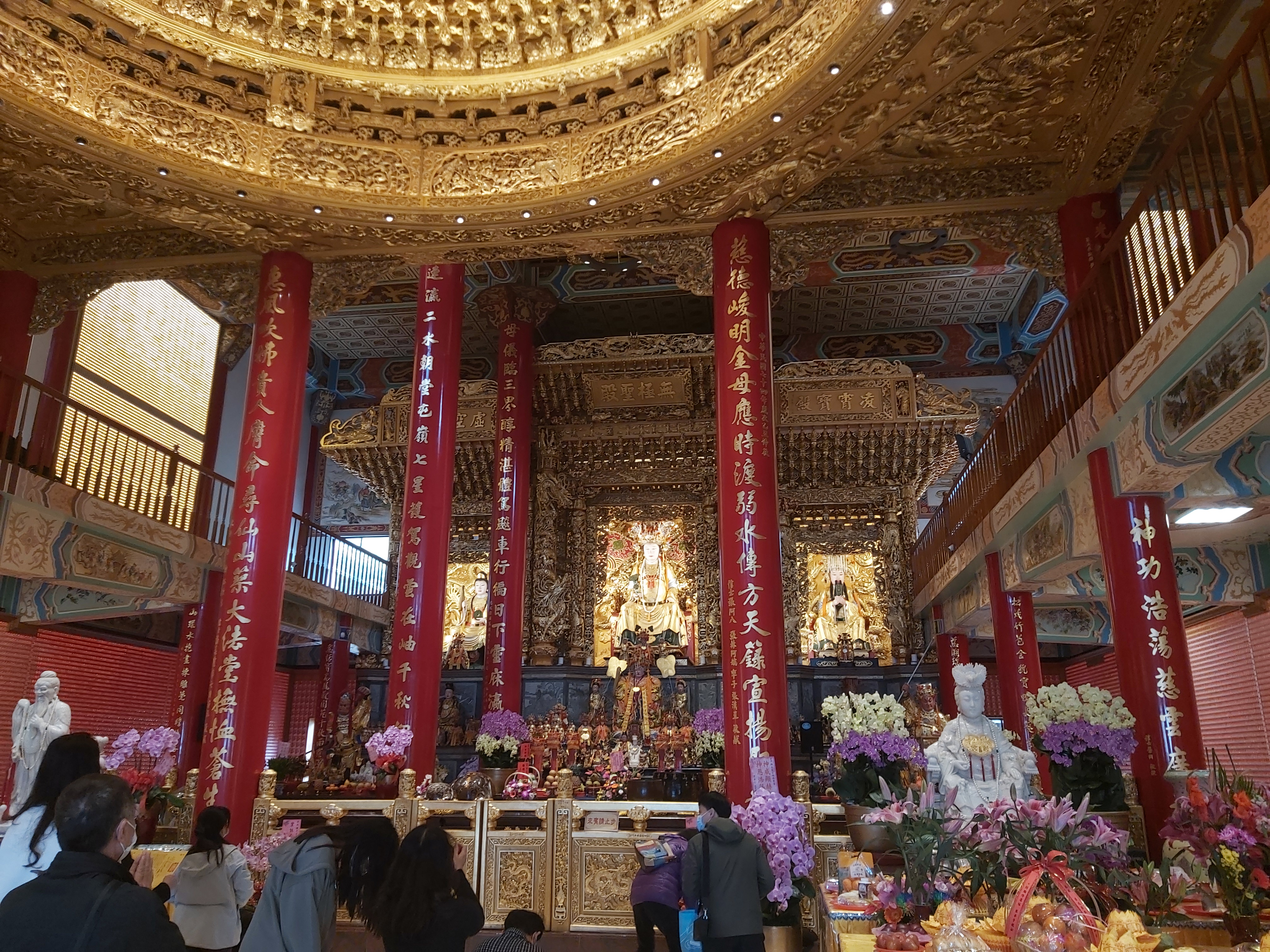
松山慈惠堂大殿
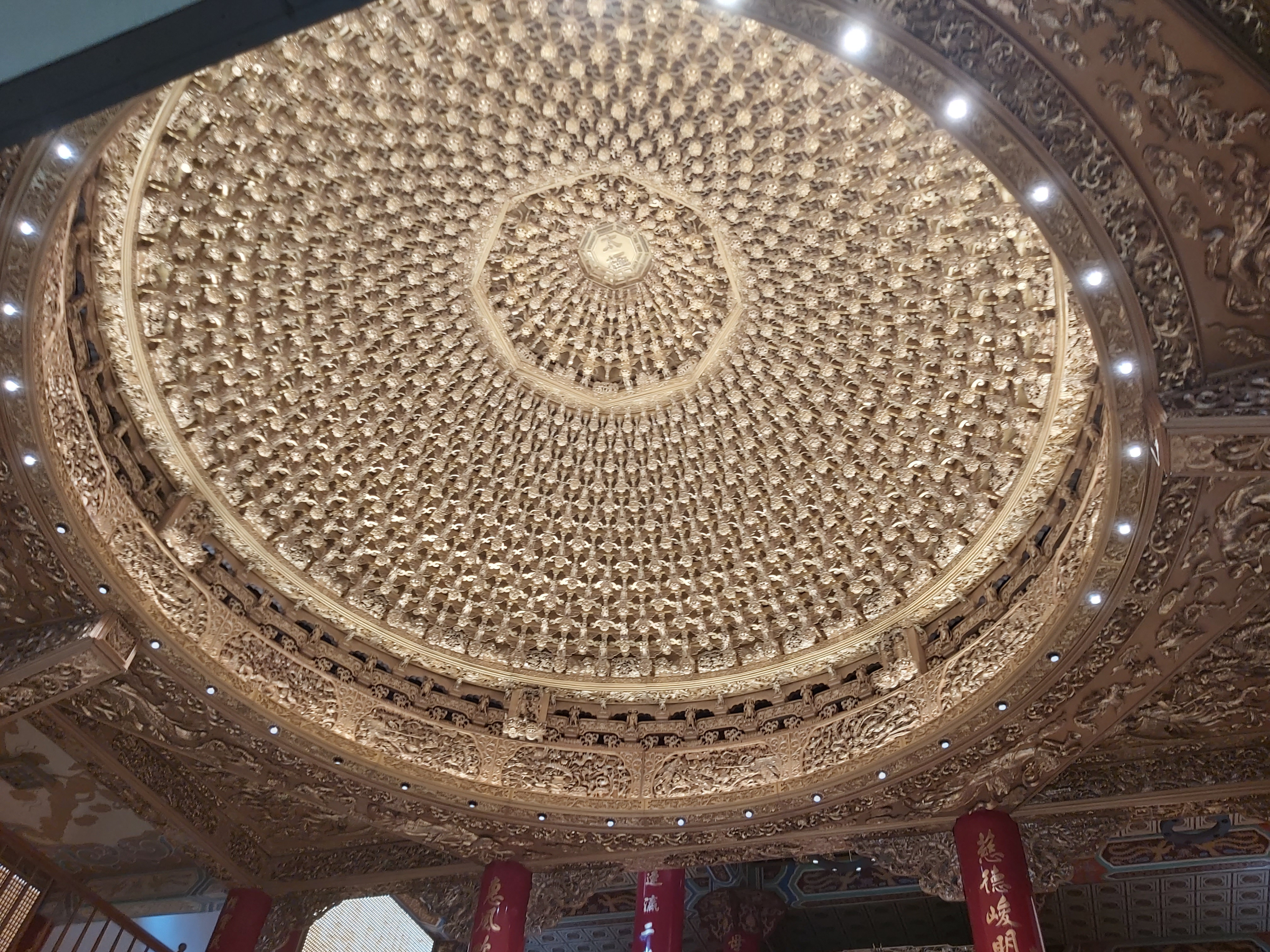
松山慈惠堂藻井
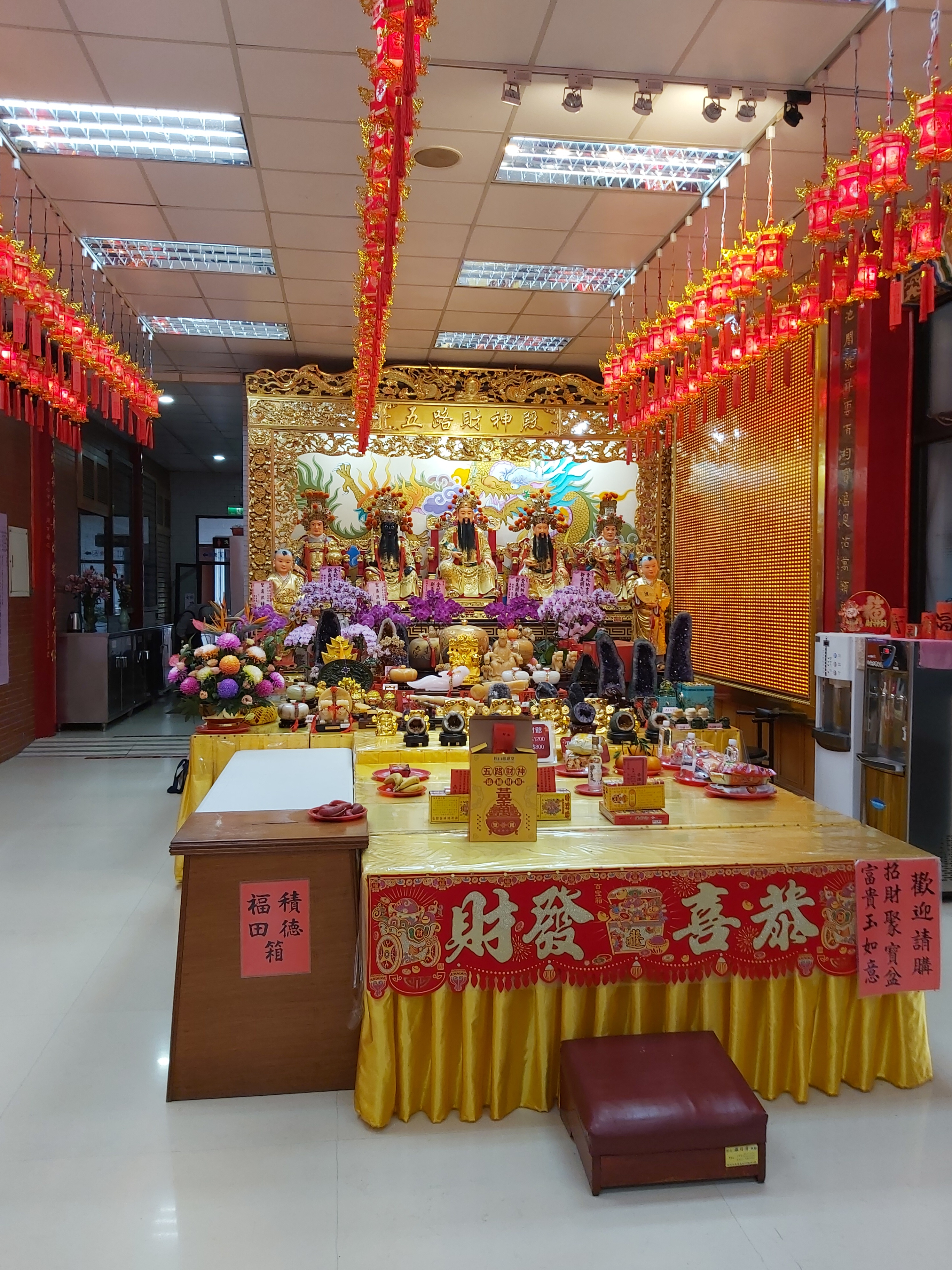
五路財神殿
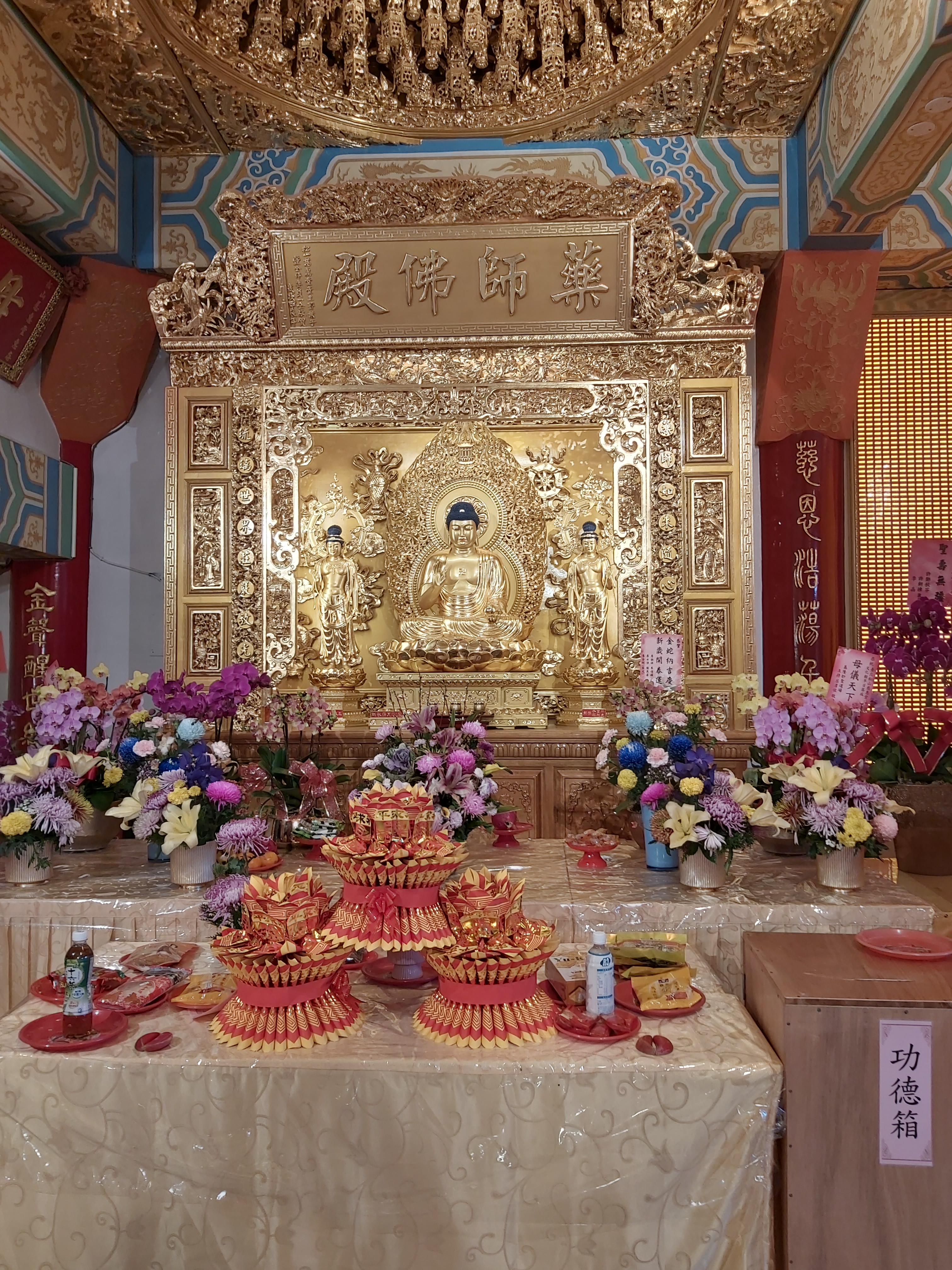
藥師佛殿
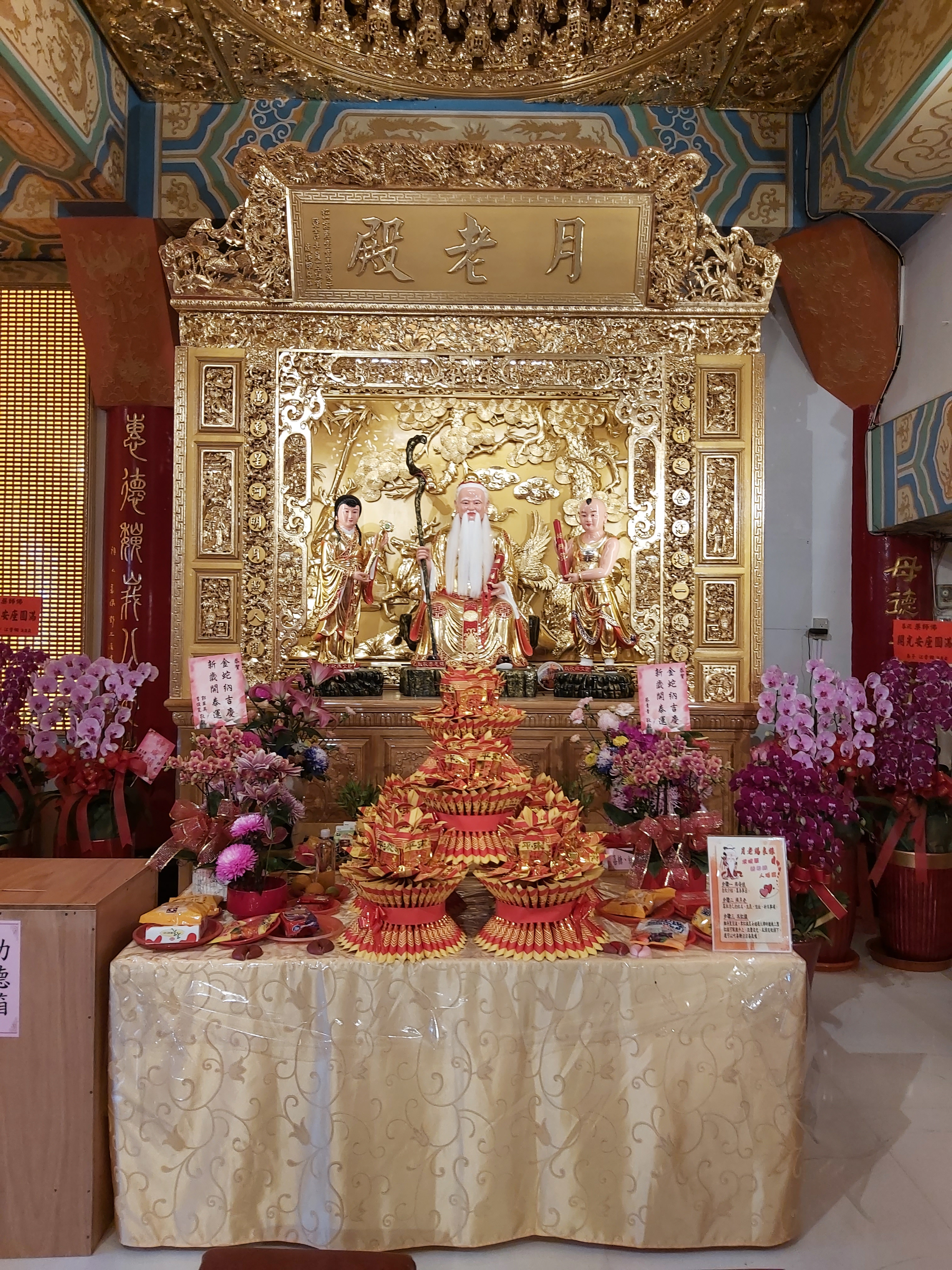
月老殿

## 外部鏈結
- 松山慈惠堂官網 （页面存档备份，存于）
- 松山慈惠堂-YouTube （页面存档备份，存于）
- 松山慈惠堂-臺灣宗教文化地圖-臺灣宗教百景 （页面存档备份，存于）